# Minigiełło
Minigiełło (ur. ok. 1365-1368, zm. przed 1382) – syn wielkiego księcia litewskiego Olgierda i jego drugiej żony Julianny Twerskiej, młodszy brat króla polskiego Władysława Jagiełły. Zmarł w wieku pacholęcym.